# Liste der Monuments historiques in Dommartin (Doubs)
Die Liste der Monuments historiques in Dommartin führt die Monuments historiques in der französischen Gemeinde Dommartin auf.

## Liste der Immobilien
| Bezeichnung | Beschreibung                   | Standort          | Kennzeichnung | Schutzstatus | Datum | Bild           |
| ----------- | ------------------------------ | ----------------- | ------------- | ------------ | ----- | -------------- |
| Wegekreuz   | Schmiedeeisen, 19. Jahrhundert | Grande Rue (Lage) | PA00125398    | Inscrit      | 1993  | weitere Bilder |

## Liste der Objekte
| Bezeichnung                                      | Beschreibung                                                                                     | Standort                       | Kennzeichnung | Schutzstatus | Datum | Bild |
| ------------------------------------------------ | ------------------------------------------------------------------------------------------------ | ------------------------------ | ------------- | ------------ | ----- | ---- |
| Reiterskulptur Mantelteilung des heiligen Martin | Stein, farbig gefasst, 16. Jahrhundert (oder um 1850?)                                           | in der Kirche St-Martin (Lage) | PM25000669    | Classé       | 1916  |      |
| Pietà                                            | Holz, farbig gefasst, 16. Jahrhundert (?)                                                        | in der Kirche St-Martin (Lage) | PM25000671    | Classé       | 1962  |      |
| Martinsaltar                                     | rechter Seitenaltar; Altartisch und Retabel; Holz, farbig gefasst und vergoldet, 18. Jahrhundert | in der Kirche St-Martin (Lage) | PM25000672    | Classé       | 1978  |      |